# Joseph de Tonquedec
Joseph de Tonquedec (* 27. prosince 1868, Morlaix, Francie – 21. listopadu 1962 ) byl jezuita, katolický kněz a v letech 1924 – 1962. oficiální exorcista (vymítač ďábla) města Paříž.